# 布洛涅河畔莱吕克
布洛涅河畔莱吕克（法語：Les Lucs-sur-Boulogne，法語發音：[le lyk syʁ bulɔɲ]）是法国卢瓦尔河地区大区旺代省的一个市镇，位于该省北部，属于永河畔拉罗什区。

## 地理
布洛涅河畔莱吕克（46°50'38"N, 1°29'37"W）面积53.15 平方千米，位于法国卢瓦尔河地区大区旺代省，该省份为法国西部沿海省份，北起大西洋卢瓦尔省和曼恩-卢瓦尔省，西临大西洋，南至滨海夏朗德省，东部及东南部与德塞夫勒省接壤。
与布洛涅河畔莱吕克接壤的市镇（或旧市镇、城区）包括：勒热、博富、罗什塞维耶尔、圣但尼拉舍瓦斯、圣艾蒂安迪布瓦、贝尔维尼、蒙特雷韦尔。

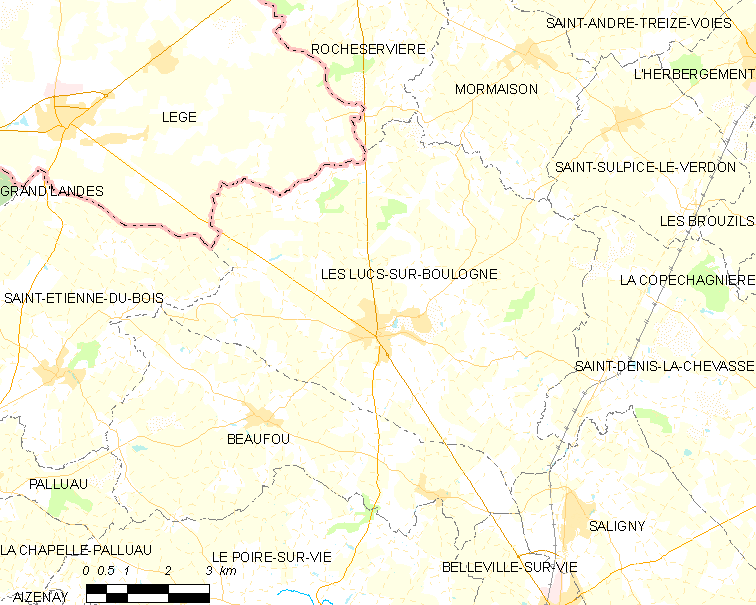
布洛涅河畔莱吕克的OSM定位图

布洛涅河畔莱吕克的时区为UTC+01:00、UTC+02:00（夏令时）。

## 行政
布洛涅河畔莱吕克的邮政编码为85170，INSEE市镇编码为85129。

## 政治
布洛涅河畔莱吕克所属的省级选区为艾泽奈县。

## 人口

1962-2008年间布洛涅河畔莱吕克人口变化图示

布洛涅河畔莱吕克于2022年1月1日时的人口数量为3671人。